# Temple Hirst

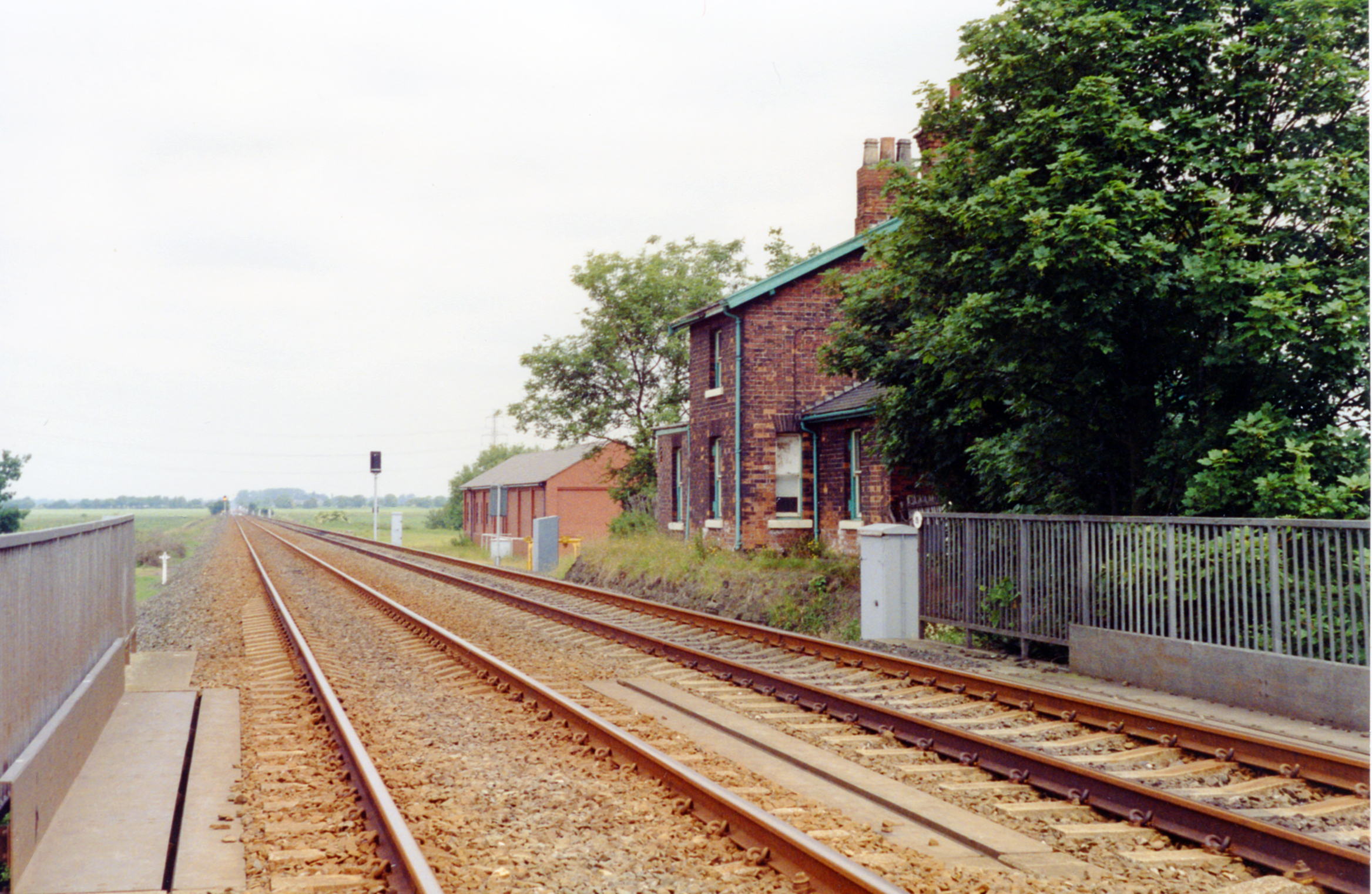
La gare désaffectée de Temple Hirst

Temple Hirst est un village et une paroisse civile du Yorkshire du Nord, en Angleterre. Il est situé sur la rive nord de l'Aire, à quelques kilomètres au nord-est d'Eggborough. Au moment du recensement de 2011, il comptait 117 habitants et au recensement de 2021, il comptait 148 habitants.

## Histoire
Historiquement, le village appartenait au wapentake de Barkston Ash, dans le West Riding.
L'Ordre du Temple fonde une commanderie à Temple Hirst vers 1152. Elle donne son nom au village.
De 1871 à 1964, Temple Hirst possédait une gare sur la ligne ferroviaire entre Selby et Doncaster.